# Alianza Sahra Wagenknecht-Por la Razón y la Justicia
Alianza Sahra Wagenknecht-Por la Razón y la Justicia (en alemán: Bündnis Sahra Wagenknecht-Vernunft und Gerechtigkeit; BSW) es un partido político de izquierda alemán fundado en 2024 por exmiembros del partido político alemán La Izquierda, a partir de una organización del mismo nombre establecida en octubre de 2023.
En una conferencia de prensa el 23 de octubre de 2023, los miembros del Bundestag Sahra Wagenknecht, Amira Mohamed Ali y Christian Leye, junto con el político de izquierda de Bonn Lukas Schön y el empresario e inversor de TI de Karlsruhe, Ralph Suikat, presentaron los planes para el nuevo partido, y fundaron la agrupación BSW - Por la Razón y la Justicia. Mohamed Ali anunció que ella, Wagenknecht, Leye y otros siete miembros actuales del grupo parlamentario de La Izquierda en el Bundestag abandonarían dicho partido y serían parte de la recién formada BSW. Dijo que los parlamentarios se quedarán en el grupo parlamentario de La Izquierda para mantener el estatus parlamentario del mismo. El objetivo principal de la asociación era construir la estructura para un nuevo partido dirigido por Wagenknecht, económicamente de izquierda pero socialmente conservador.

## Historia

### Antecedentes
Sahra Wagenknecht, que ha sido descrita como una destacada política de izquierdas, fue miembro de La Izquierda y sus predecesores, como el Partido del Socialismo Democrático y el Partido Socialista Unificado de Alemania; sus posiciones políticas generalmente se identifican como populistas de izquierda. Aunque fue colíder de La Izquierda de 2015 a 2019, el conflicto con otros miembros del partido sobre temas como la política de refugiados, la vacunación contra el COVID-19 y la invasión rusa de Ucrania en 2022, había llevado a la especulación desde 2021 de que dejaría La Izquierda y formaría un partido escindido. Esta especulación aumentó en el momento previo a las elecciones estatales de Hesse de 2023 y las elecciones estatales bávaras de 2023 el 8 de octubre, en las que La Izquierda no logró alcanzar el umbral electoral del 5 %, mientras que Alternativa para Alemania (AfD) aumentó en ambas.  El éxito de la AfD llevó a Wagenknecht a afirmar que un partido populista de izquierda podría competir con la AfD al tiempo que respetaba la Ley Fundamental de la República Federal de Alemania.
Sahra Wagenknecht achaca los sucesivos fracasos electorales de Die Linke (la cuota de voto nacional del partido ha caído del 12% en 2009 al 5% en 2021) a su énfasis en las políticas para combatir la discriminación sexista, racista u homófoba en detrimento de las cuestiones sociales. Defiende la primacía de las cuestiones sociales, en contraste con el enfoque interseccional de la dirección del partido, que utiliza el término "clasismo" para referirse a las cuestiones sociales como formas de discriminación del mismo modo que el sexismo o el racismo. En su opinión, las clases trabajadoras ya no se reconocen en el discurso de la izquierda y se dirigen al partido de extrema derecha AfD como receptáculo del voto de protesta.

### Fundación
La asociación BSW - Por la Razón y la Justicia, con sede en Karlsruhe, fue inscrita en el registro de la asociación en el tribunal de distrito de Mannheim el 26 de septiembre de 2023.
A mediados de octubre, más de 50 miembros de La Izquierda presentaron una solicitud para la exclusión de Wagenknecht del partido. Los iniciadores dijeron que querían evitar que ella construyera un nuevo partido con los recursos de La Izquierda. Entre ellos se encontraba Sofia Leonidakis, líder de La Izquierda en el parlamento de Bremen. Según los observadores, la especulación en curso sobre la fundación de un nuevo partido y la resultante ruptura de La Izquierda también pusieron a prueba las campañas electorales en Baviera y Hesse. El partido no pudo entrar en los dos parlamentos estatales.
Martin Schirdewan, presidente federal de La Izquierda, declaró que los miembros que estén comprometidos con la fundación de un partido rival por parte de BSW serían excluidos. La Junta Ejecutiva Federal de La Izquierda aprobó una resolución de incompatibilidad (Unvereinbarkeitsbeschluss) con BSW.
Según una encuesta de Insa, alrededor del 12 % de los alemanes dijeron que votarían por BSW. Una encuesta de opinión de Civey indicó que el 20 % de los alemanes podrían "imaginar en principio" votar por un partido hipotético dirigido por Wagenknecht. La encuesta también encontró que los partidarios de La Izquierda y de la AfD eran los que estaban más abiertos a votar por un partido de este tipo, siendo la cifra tan alta como el 32 % en el Este de Alemania. Una encuesta de Bild encontró que el 27 % de los votantes considerarían votar por el partido de Wagenknecht. Manfred Güllner, cuya empresa de encuestas, el Instituto Forsa, llevó a cabo una encuesta sobre el partido de Wagenknecht, dijo que BSW tiene tantas posibilidades de atraer a los votantes de los partidos tradicionales como de atraer a aquellos que votan a la derecha.
Diez miembros del Bundestag se unieron al protopartido en su fundación. También Alexander King, hasta entonces diputado de La Izquierda en la Cámara de Diputados de Berlín, así como el hasta entonces diputado de La Izquierda en el Parlamento de Hamburgo Metin Kaya, se unieron a la BSW.
El 1 de diciembre de 2023 se anunció que el evento fundacional del partido político está previsto para celebrarse el 27 de enero de 2024. Se ha informado que la asociación había recibido hasta ahora una cantidad de donaciones en los cinco dígitos/cifras.
El partido se fundó oficialmente el 8 de enero de 2024, seguido de una conferencia de prensa de dos horas de duración. Esto es en previsión de las elecciones al Parlamento Europeo de 2024 en Alemania. El 15 de enero, el diputado del Parlamento Regional de Renania-Palatinado y exmiembro de Alianza 90/Los Verdes Andreas Hartenfels se unió a la BSW.
El 27 de enero de 2024, el partido celebró su primera conferencia e invitó a 450 de sus miembros fundadores. El partido eligió a su comité ejecutivo y formuló un proyecto de programa para las elecciones al Parlamento Europeo de 2024 en Alemania, que incluía críticas a la Unión Europea en su forma actual y demandas de más poder de toma de decisiones para los Estados miembros y una restricción significativa de la migración a Alemania.
El partido obtuvo el 6,2% de los votos (2,5 millones de votos) y seis escaños en las elecciones europeas de junio de 2024, muy por delante de Die Linke (2,7%). En el este de Alemania, BSW quedó en tercer lugar, con entre el 12% y el 16% de los votos. Según las encuestas postelectorales, la mayoría de los votos de BSW procedían de antiguos votantes de izquierdas y de una movilización de abstencionistas, pero uno de cada cinco también procedía de la derecha. Además, los encuestados de origen inmigrante tenían proporcionalmente más probabilidades de votar a BSW que los demás.

### Impacto estatal
En las elecciones estatales de 2024 en Brandeburgo, Sajonia y Turingia, la alianza de Sahra Wagenknecht, logró resultados significativos que superaron las expectativas iniciales.
En Brandeburgo, el BSW se posicionó en tercer lugar con el 12,48% de los votos, consolidándose como un actor clave para las futuras negociaciones de gobierno. Aunque no superó a los principales contendientes, SPD y AfD, su presencia en el parlamento es esencial, ya que ni el SPD (30,89%) ni la AfD (29,2%) cuentan con mayoría absoluta.En el caso del SPD, la formación de gobierno requeriría un pacto con el BSW, ya que los partidos de la gran coalición (SPD y CDU) no logran alcanzar la mayoría absoluta. Dado que no hay suficientes partidos adicionales en la cámara estatal para sumar escaños suficientes, la única coalición viable sería entre los socialdemócratas del SPD y el BSW.

Miembro del parlamento. En el gobierno.
Miembro del parlamento. En la oposición.
Fuera del parlamento.

En Sajonia, el BSW también obtuvo una tercera posición con el 11,4% de los votos, detrás de la CDU (31,7%) y AfD (31,4%). En este estado, donde la CDU logró retener una ajustada ventaja frente a la AfD, La Alianza se consolido como una fuerza importante en el parlamento, ya que la coalición anterior que sostenía el gobierno (formada por la CDU, SPD y Die Grünen) no logró alcanzar la mayoría parlamentaria. Por esta razón, la BSW se convirtió en un factor clave en las negociaciones, ya que una posible coalición entre la CDU, BSW y SPD o CDU, BSW y Die Grünen permitiría alcanzar la mayoría necesaria para gobernar.
En Turingia, el BSW consiguió un resultado aún más destacado, alcanzando el 15,4%, lo que lo posicionó también en tercer lugar, pero con una mayor relevancia política debido al debilitamiento de otros partidos tradicionales como Die Linke y el SPD. AfD ganó las elecciones con un histórico 33,2%, y la CDU quedó en segundo lugar con el 23,9%. También fue clave para la formación de un gobierno, ya que sus votos eran indispensables para alcanzar la mayoría. La suma de CDU y SPD no era suficiente para formar una coalición mayoritaria, y aunque se incluyera a Die Linke, tampoco se lograba superar el umbral necesario. Los votos del BSW eran esenciales, pero también lo eran los de Die Linke, ya que la suma de CDU, BSW y SPD quedaba a un escaño de la mayoría. Por ello, la única opción viable para investir un presidente fue una coalición inédita en la historia de Alemania, que implicaba la colaboración entre CDU (demócrata-cristianos), SPD (socialdemócratas), Die Linke (postcomunistas) y BSW (populistas de izquierdas). Esta combinación nunca se había llevado a cabo antes, debido a las profundas diferencias ideológicas entre estos partidos.
En general, la Alianza de Sahra Wagenknecht se convirtió en una fuerza decisiva en los tres estados, posicionándose como un partido clave para la formación de coaliciones de gobierno, a pesar de que sus votos se mantuvieron por debajo de AfD y CDU en varias regiones.
El primer gobierno en el que la Alianza participó oficialmente fue el gobierno estatal de Brandeburgo, tras llegar a un acuerdo con el SPD para que el socialdemócrata Dietmar Woidke fuese elegido Ministro-Presidente de Brandeburgo. El acuerdo incluía el compromiso del SPD de buscar una solución pacífica al conflicto entre Ucrania y Rusia, un tema que generó tensiones significativas debido a la gran distancia ideológica entre ambas formaciones. Además, se alcanzó un acuerdo en materia migratoria para acelerar las deportaciones, y se definieron compromisos importantes en el ámbito de las políticas sociales, especialmente en relación con el sistema sanitario de Brandeburgo.
A la BSW se le asignaron los ministerios de Finanzas y Europa, Infraestructuras, y Sanidad y Asuntos Sociales, que fueron los tres temas más debatidos entre ambas formaciones.

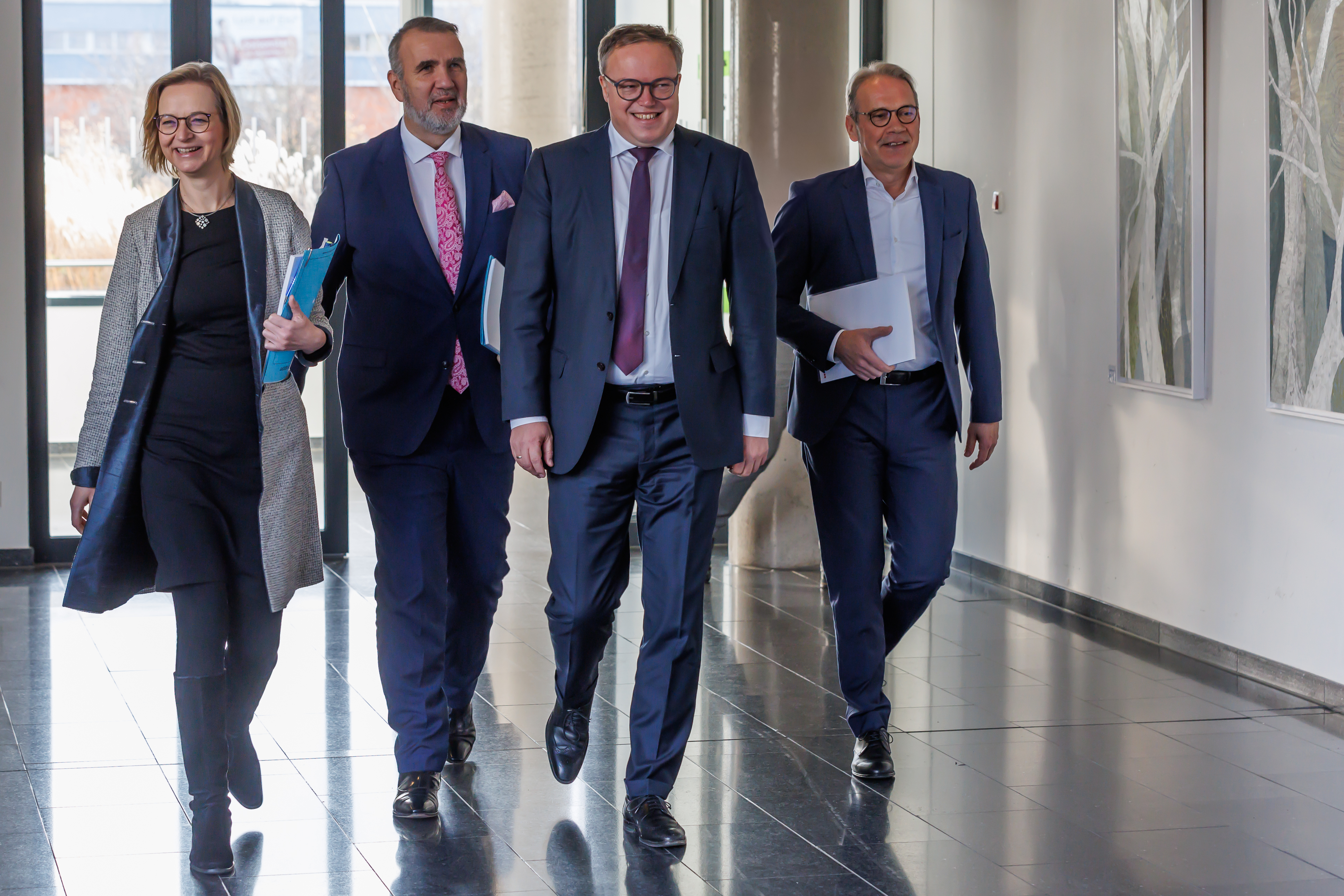
La líder estatal de la alianza, Katja Wolf junto a los líderes de la CDU y SPD el día en que formalizaban el acuerdo del gobierno.

El segundo gobierno en el que participaron fue el gobierno estatal de Turingia, que en esta ocasión estuvo conformado por una coalición tripartita entre la CDU, el SPD y la BSW, con el apoyo externo de Die Linke. Este acuerdo se consideraba especialmente complicado debido a la necesidad de conciliar las posturas de cuatro formaciones con ideologías muy dispares. Sin embargo, finalmente se alcanzó un consenso en materias fiscales, sobre el conflicto entre Ucrania y Rusia, migratorias y sociales entre las tres principales formaciones.
Este pacto generó fuertes tensiones entre la líder estatal de Alianza, Katja Wolf, y la líder federal del partido, Sahra Wagenknecht, principalmente en relación con el tema de la guerra entre Ucrania y Rusia, ya que Wagenknecht consideraba que el acuerdo era demasiado laxo en este aspecto. Finalmente, Alianza asumió la gestión de los ministerios de Digitalización e Infraestructura; Medio Ambiente, Energía, Conservación de la Naturaleza y Silvicultura; y Finanzas.
Luego de los acuerdos logrados en Turingia y Brandeburgo, solo faltaba un estado federado en el que formar un gobierno: Sajonia. Fue en este estado donde la Alianza se negó a cooperar en la formación de un gobierno a tres junto a la CDU y el SPD, debido a que muchos de los exmiembros de la CDU de Sajonia se opusieron rotundamente a un gobierno con el BSW y prefirieron la fórmula de un gobierno en minoría de la CDU, o bien un gobierno con el SPD. La Alianza rompió las negociaciones por motivos relacionados con la "paz, migración y política fiscal", pero dejaron abierta la posibilidad de un apoyo externo a una coalición entre la CDU y el SPD para impedir que la AfD entrara en el gobierno. Finalmente se formo un gobierno en minoría de la CDU y el SPD dejando a la Alianza en la oposición.

### Elecciones federales de 2025
Luego de la salida de los liberales del FDP, el gobierno de coalición que sostenía al canciller federal Olaf Scholz (SPD) se derrumbó, dejando un gobierno en minoría compuesto únicamente por el SPD y Los Verdes, que sumaban tan solo 323 escaños en la cámara baja del parlamento alemán. Ante esta situación de minoría parlamentaria, el líder del ejecutivo convocó una sesión en el Bundestag para debatir una moción de confianza a su gobierno.
En dicha sesión, la Alianza Sahra Wagenknecht votó en contra del socialdemócrata, argumentando que "las políticas del gobierno han sumergido a Alemania en su peor crisis económica desde la reunificación", según declaró la líder de la formación durante el debate. Algunos expertos consideraban que la BSW podría cambiar el sentido de su voto a último momento, especialmente después de que un diputado de la AfD instó a su grupo parlamentario y a la BSW a respaldar la moción, señalando que Scholz era "el mal menor" frente al líder de la oposición y favorito en las encuestas, Friedrich Merz (CDU/CSU). Sin embargo, este cambio no se produjo, y Scholz perdió la confianza de la cámara. Como resultado, se convocaron elecciones federales anticipadas para el 23 de febrero de 2025.
Estas elecciones, además de ser precipitadas debido a que, en teoría, estaban previstas para septiembre de 2025, se desarrollaron en un contexto de fuerte polarización política. Uno de los principales factores de esta polarización fue el incremento del apoyo al partido de extrema derecha, Alternativa para Alemania (AfD), que según las encuestas podría disputar la segunda posición al SPD.
Para la Alianza, estas elecciones representaban un gran reto, ya que serían las primeras elecciones federales a las que se presentarían como una formación política de pleno derecho. Las encuestas les otorgaban entre un 4 % y un 8 % de los votos, lo que suponía un riesgo significativo de quedarse por debajo del umbral electoral del 5 %. Por este motivo, el partido inició una intensa campaña para ganar visibilidad, llegando a designar como candidata a canciller a su líder, Sahra Wagenknecht.
Esta designación rompía con la tradición, ya que, por lo general, solo los candidatos de CDU/CSU y SPD son propuestos como aspirantes a la cancillería, al ser las únicas formaciones con posibilidades reales de acceder al cargo. La propia Alianza reconoció que la candidatura de Wagenknecht tenía un carácter más "simbólico" que competitivo, ya que eran conscientes de que no podrían luchar por el liderazgo del ejecutivo alemán. Sin embargo, este movimiento les permitió acceder a espacios televisivos y debates reservados para los candidatos a la cancillería federal, aumentando así la visibilidad tanto de la formación como de su líder.

## Posiciones políticas
El BSW se identifica como un partido de izquierdas, en la medida en que su principal campo de batalla es la justicia social, según Sahra Wagenknecht, quien no obstante cree que "la gente ya no se reconoce en las etiquetas tradicionales". El partido se opone firmemente al Gobierno de Olaf Scholz.
Las posiciones políticas de BSW incluyen más restricciones a la inmigración, un plan de desglobalización, la oposición a la política verde, el fin de la ayuda militar a Ucrania y un acuerdo negociado para la invasión rusa de Ucrania. Wagenknecht considera que BSW se opone principalmente a La Izquierda y Alianza 90/Los Verdes, que ella describe como representantes de "minorías extrañas" en lugar de "gente normal". BSW ha sido descrito de diversas maneras como populista, económicamente socialista, conservador en cuestiones sociales y culturales, y pro-Rusia en política exterior, el último de los cuales Wagenknecht ha negado. Wagenknecht sintió que Die Linke se había convertido en la izquierda liberal en lugar de la izquierda, y acusó a los progresistas del partido de estar "demasiado centrados en la dieta, los pronombres y la percepción del racismo" en lugar de la "pobreza y una brecha cada vez mayor entre ricos y pobres".
La inmigración es uno de los principales puntos de desacuerdo con Die Linke. Mientras que este último defiende una posición muy liberal de aceptación casi incondicional de los refugiados, el BSW critica la "inmigración descontrolada" y quiere que las solicitudes de asilo sean examinadas por terceros países fuera de la Unión Europea.
El BSW apoya el intervencionismo económico y mayores beneficios sociales, que deben ser financiados por los ricos, mientras que los bienes y las herencias deben ser respetados.Wagenknecht publicó un manifiesto de cinco páginas que se centró en cuestiones como el deterioro de los puentes y las carreteras, la mala recepción de los teléfonos móviles, internet lento y administraciones abrumadas. A pesar de las críticas contra los Verdes y la política verde, se ha argumentado que el manifiesto "se hace eco de la estrategia industrial presentada por Robert Habeck de los Verdes",enfatizando la innovación y el compromiso del BSW con la justicia social, el progreso y el crecimiento económico. Wagenknecht desestimó a sus críticos diciendo que quería convertir la economía en la de Alemania del Este, y en cambio es una defensora del ordoliberalismo, que apoya una economía de mercado justa y políticas sociales fuertes. Además, la combinación de políticas económicas socialistas del BSW con otras conservadoras en cuestiones socioculturales atrajo tanto apoyo como escepticismo.
El partido criticó las políticas preconizadas por los Verdes en materia de transporte, alimentación y calefacción, que en un contexto de subida de los precios de la energía representan un «estilo de vida privilegiado» fuera del alcance de las poblaciones suburbanas con bajos ingresos. Por ello, hay que «velar por que el coste de la reducción prevista de las emisiones de gases de efecto invernadero no se imponga a las personas con ingresos modestos que ya tienen dificultades para llegar a fin de mes». BSW aboga por un enfoque más político de la ecología, devolviendo al control público sectores clave como la energía, y por la «desglobalización» de la economía alemana.
En cuestiones internacionales, BSW ha denunciado la invasión de Ucrania pero es crítica con el envío de armas a Ucrania y sus partidarios en la guerra ruso-ucraniana, y culpa a la OTAN por intensificar el conflicto. BSW está a favor de las negociaciones entre Kiev y Moscú, el levantamiento gradual de las sanciones y, a medio plazo, la coexistencia pacífica y la cooperación con Rusia. Al mismo tiempo, hace campaña contra el rearme masivo de Alemania y denuncia la «militarización mental de la sociedad». También critica la venta de cazas Eurofighter a Arabia Saudí, que participa en la guerra de Yemen. En medio de la guerra Israel-Gaza, Wagenknecht describió la franja de Gaza como una "prisión al aire libre".Pide un alto el fuego inmediato y el cese de las entregas de armas alemanas a Israel.  Sin pedir la salida de la OTAN, BSW aboga por «una mayor independencia de Estados Unidos».

## Resultados electorales

### Elecciones federales
| Año  | Votos directos | Votos por lista | % por lista | Escaños | +/−   |
| ---- | -------------- | --------------- | ----------- | ------- | ----- |
| 2025 | 2 472 947      | 299 226         | 4.98 (#6)   | 0/630   | Nuevo |

### Elecciones al Parlamento Europeo
| Año  | Votos     | %        | Escaños | +/− |
| ---- | --------- | -------- | ------- | --- |
| 2024 | 2.456.460 | 6,2 (#5) | 6/96    | 6   |

### Elecciones estatales

##### Turingia
| Año  | Votos   | %          | Escaños | +/− | Gobierno               |
| ---- | ------- | ---------- | ------- | --- | ---------------------- |
| 2024 | 190.448 | 15,77 (#3) | 15/88   | 15  | Gobierno con CDU y SPD |

##### Sajonia
| Año  | Votos   | %          | Escaños | +/− | Gobierno  |
| ---- | ------- | ---------- | ------- | --- | --------- |
| 2024 | 277.173 | 11,81 (#3) | 15/120  | 15  | Oposición |

##### Brandeburgo
| Año  | Votos   | %          | Escaños | +/− | Gobierno         |
| ---- | ------- | ---------- | ------- | --- | ---------------- |
| 2024 | 202 343 | 13,5% (#3) | 14/88   | 14  | Gobierno con SPD |

#### Hamburgo
| Año  | Votos  | %         | Escaños | +/− | Gobierno           |
| ---- | ------ | --------- | ------- | --- | ------------------ |
| 2024 | 76.922 | 1,76 (#8) | 0/121   | 1   | Extraparlamentario |

### Elecciones locales
| Estado Federado                   | Última elección | Votos   | %         | Escaños | +/– |
| --------------------------------- | --------------- | ------- | --------- | ------- | --- |
| Mecklemburgo-Pomerania Occidental | 2024            | 153.219 | 6,10 (#6) | 29/519  | 29  |
| Sajonia                           | 2024            | 533.439 | 8,50 (#3) | 93/1101 | 93  |
| Turingia                          | 2024            | 72.171  | 2,32 (#8) | 19/980  | 19  |